# Ganggrab Bønnesten

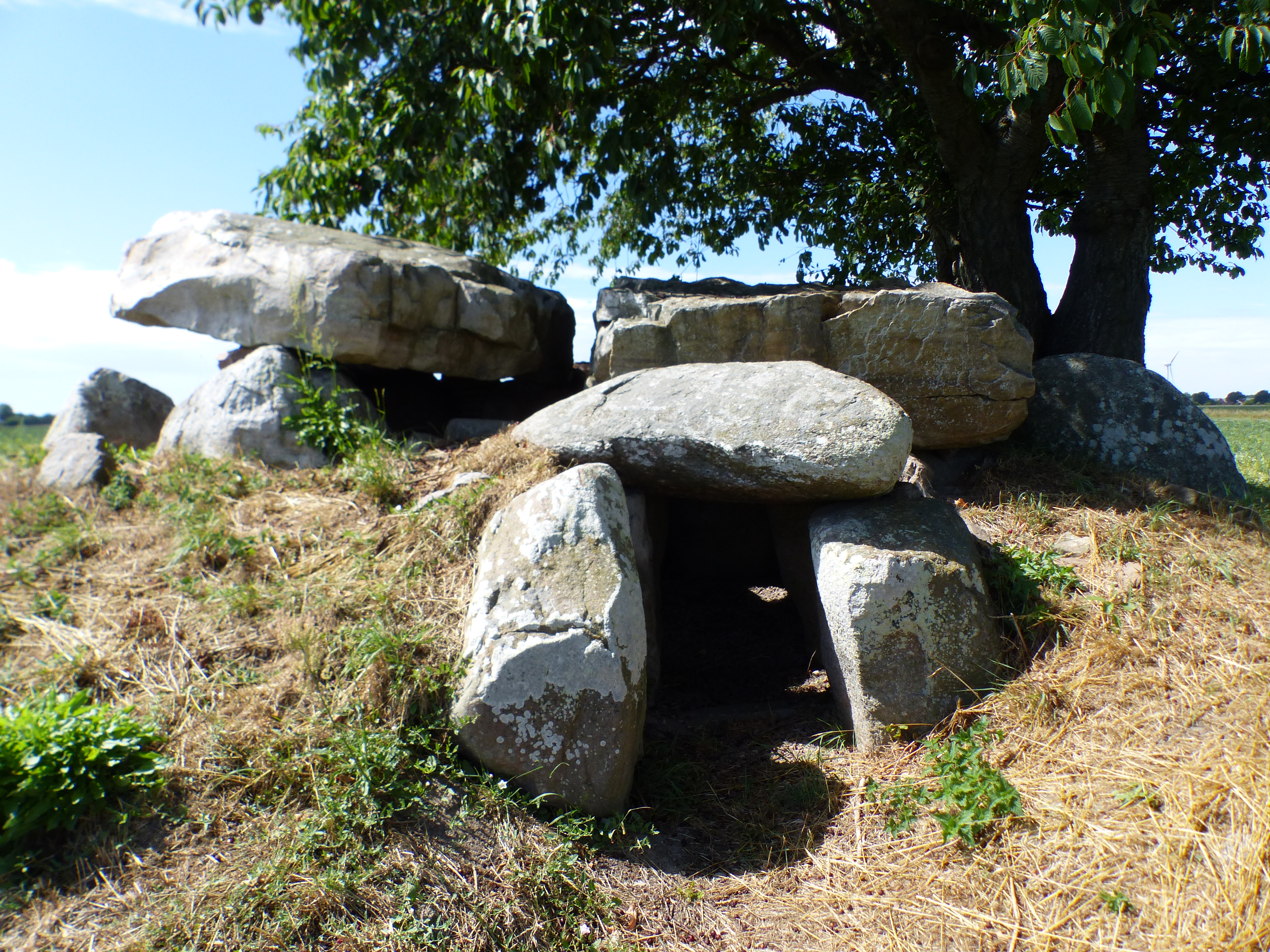
Ganggrab Bønnesten

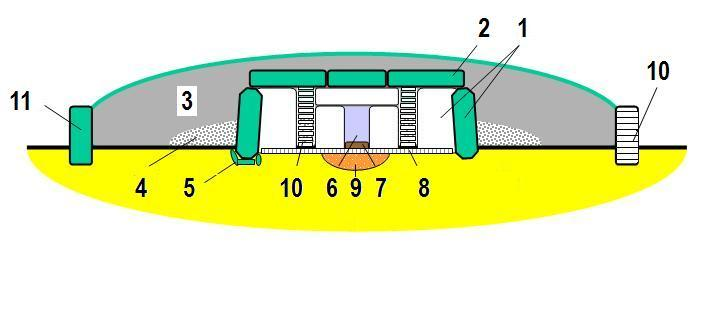
Schema Ganggrab (Querschnitt) 1=Trag-, 2= Deckstein, 3=Erdhügel, 4=Dichtung, 5=Verkeilsteine, 6=Zugang, 7= Schwellenstein, 8=Bodenplatten, 9=Unterbodendepots, 10=Zwischenmauerwerk, 11=Randsteine

Das Ganggrab Bønnesten liegt auf der dänischen Insel Bornholm und ist ein Großsteingrab der Trichterbecherkultur (TBK), das im Neolithikum zwischen 3500 und 2800 v. Chr. entstand. Es ist eines von 14 weitgehend erhaltenen Ganggräbern (dänisch Jættestue) auf der Insel. Das Ganggrab ist eine Bauform jungsteinzeitlicher Megalithanlagen, die aus einer Kammer und einem baulich abgesetzten, lateralen Gang besteht. Diese Form ist primär in Dänemark, Deutschland und Skandinavien, sowie vereinzelt in Frankreich und den Niederlanden zu finden.

## Beschreibung und Geschichte
Johan Andreas Jørgensen aus Ibsker war als Amateurarchäologe aktiv. Zahlreiche archäologische Stätten wurden von dem Bornholmer Lehrer im späten 19. Jahrhundert untersucht und beschrieben. 1882 untersuchte er das Ganggrab Bønnesten im Südosten der Insel. Die Ausgrabung der Megalithanlage erbrachte eine Fülle von Funden. Unweit vom Bønnesten untersuchte Jørgensen sechs Monate später das Ganggrab von Stenseby. In seinem ausführlichen Grabungsbericht hat er die beiden Ganggräber zusammengefasst. Die Region ist ziemlich flach sowie fels- und steinlos. Sie hat den Namen Stens(e)by (Steinort) lediglich wegen der beiden Anlagen.
Die in einem Rundhügel gelegene trapezoide Megalithanlage besteht aus 11 Tragsteinen (ursprünglich 12), zwei erhaltenen (von dreien) Decksteinen und einigen Gangsteinen, darunter ein Deckstein.
1923 kam Gustav Adolf Rosenberg (1872–1940) nach Bornholm um die Ganggräber zu restaurieren. In diesem Zusammenhang fand er ein Tongefäß aus der Bronzezeit. Es ist nicht ungewöhnlich, dass in oder um Steingräber in späteren Zeiten Urnen deponiert wurden.